# كوبا أمريكا تحت 20 سنة 1971
كوبا أمريكا تحت 20 سنة 1971 هو الموسم 5 من كوبا أمريكا تحت 20 سنة. أشرف على تنظيمه كونميبول، وكان عدد الأندية المشاركة فيه 9، وفاز فيه منتخب الباراغواي تحت 20 سنة لكرة القدم.